# Sciurus griseus
La ardilla gris occidental (Sciurus griseus) es una especie de roedor esciuromorfo de la familia Sciuridae. Es una ardilla arborícola propia de la costa oeste de Estados Unidos y Canadá. La ardilla gris occidental fue descrita por primera vez por George Ord en 1818 basándose en las notas tomadas por Lewis y Clark en The Dalles, en Wasco County, Oregón.
Comparado con la ardilla gris oriental, estas ardillas son tímidas y generalmente corren hacia un árbol y dan un chillido cuando son molestadas. Su peso varía de 400 gramos a casi un kilogramo, y su longitud (contando la cola) es de 45 a 60 centímetros. Esta es la ardilla nativa más grande de la costa oeste de los Estados Unidos.

## Subespecies
Se conocen tres subespecies de Sciurus griseus.
- Sciurus griseus griseus
- Sciurus griseus anthonyi
- Sciurus griseus nigripes